# María Martín Revuelta
María Martín Revuelta (Madrid, 18 de marzo de 1985) es una política española, diputada en el Congreso de los Diputados en la X legislatura por el Partido Popular.

## Biografía
Es hija del periodista Antonio Martín Beaumont. Licenciada en Derecho por la Universidad Carlos III de Madrid, ha estudiado varios másteres jurídicos, sin llegar a finalizarlos, así como otro en Comunicación Corporativa e Institucional, también por esta universidad. En 2014 sustituyó en su escaño a Rubén Moreno Palanques, escogido diputado en las elecciones generales de 2011 por Valencia, cuando este renunció al escaño al ser nombrado secretario de estado. Ha sido secretaria primera de la Comisión Mixta de Control Parlamentario de la Corporación RTVE y sus Sociedades.
En julio de 2015, después de les elecciones municipales, fue nombrada concejal de comunicación del Ayuntamiento de Villaviciosa de Odón.